# FR-4
FR-4（或FR4）是玻璃加固環氧層壓材料的NEMA级別，是一种复合材料，由編制玻璃纤维布，结合耐火的環氧樹脂（自熄）組成。
"FR"代表"flame retardant（不易燃）"，但并不表示材料符合标准UL94V-0，除非特別進行UL 94测试，如在符合实验室的第8节进行垂直火焰测试。FR-4的名称由NEMA于1968年创建。
FR-4玻璃環氧樹脂是一种流行的高压热组合塑料层质，具有良好的强度与比重。在近零的吸水率，FR-4最常用作具有相当多机械强度的电绝缘体。已知该材料在干燥和潮湿的条件下都保留其高机械值和电绝缘特性。这些属性，加上良好的制造特征,为各种电气和机械应用提供了这个级别的用处。
玻璃環氧樹脂層壓材料的等级名称是:G-10、G-11、FR-4、FR-5和FR-6。其中，FR-4是今天最广泛使用的等级。FR-4的前身G-10，因其缺乏FR-4的自熄滅性，在大多数用途中被FR-4取代。
FR-4二氧化树脂系统通常使用溴，以加强FR-4玻璃環氧樹脂層板的耐火特性。一些用途中，如果需要其在受熱或損壞，則仍然会使用非耐火的G-10。

## 属性
在NEMA LI 1-1998标准中定义了哪些材料属于"FR-4"类别，FR-4的典型物理和电气特性如下。缩写LW（长度,曲线方向）和CW（交叉,填充线方向）指的是板（平面）的XY平面中的常规垂直纤维方向。在笛卡尔坐标方面,纵向沿着x轴，交叉沿着y轴,而z轴称为横向平面方向。下面显示的值是某个制造商材料的例子。另一个制造商的材料通常会有略有不同的价值。从制造商数据表中检查任何特定材料的实际值可能非常重要,例如在高频应用中。
| 范围                         | 值                                        |
| ---------------------------- | ----------------------------------------- |
| 比重/密度                    | 1.850 g/cm3（0.0668 lb/cu in）            |
| 吸水率                       | −0.125 在 < 0.10%                         |
| 温度指数                     | 140 °C（284 °F）                          |
| 热导率，通过平面             | 0.29 W/(m·K), 0.343 W/(m·K)               |
| 热导率，面内                 | 0.81 W/(m·K), 1.059 W/(m·K)               |
| 洛氏硬度                     | 110 M 规模                                |
| 粘结强度                     | > 1,000（2,200磅）                        |
| 抗彎強度 (A; 0.125 in) – LW  | > 415 MPa（60,200 psi）                   |
| 抗彎強度 (A; 0.125 in) – CW  | > 345 MPa（50,000 psi）                   |
| 擊穿電壓 (A)                 | > 50 千伏                                 |
| 擊穿電壓 (D48/50)            | > 50 千伏                                 |
| 介电强度                     | 20 中压/米                                |
| 相對電容率(A)                | 4.4                                       |
| 相對電容率 (D24/23)          | 4.4                                       |
| 耗散因数(DF)(A)              | 0.017                                     |
| 耗散因数 (D24/23)            | 0.018                                     |
| 介質電容率 (εr)              | 3.9 – 4.7 ， 4.4 @ 1 GHz (Supplier Isola) |
| 损耗角正切 (tanδ)            | 0.02 – 0.03， 0.030 @ 1 GHz               |
| 玻璃化转变温度               | 可以变化，但超过 120 摄氏度               |
| 杨氏模量 – LW                | 3.5×106 psi（24 GPa）                     |
| 杨氏模量 – CW                | 3.0×106 psi（21 GPa）                     |
| 热膨胀系数 – x轴             | 1.4 ×10-5 K −1                            |
| 热膨胀系数 - y轴             | 1.2 ×10-5 K −1                            |
| 热膨胀系数 - z轴             | 7.0 ×10-5 K −1                            |
| 泊松比(Poisson's ratio) – LW | 0.136                                     |
| 泊松比(Poisson's ratio) – CW | 0.118                                     |
| LW声速                       | 3602 m/s                                  |
| CW声速                       | 3369 m/s                                  |
| LW声阻抗                     | 6.64 MRayl                                |

组成布 其中:
LW
长度
CW
横向
PF
垂直于层面

## 应用
FR-4是印刷电路板(PCB)的常用材料。一层薄的铜卷通常被层压在FR-4玻璃二氧化面板的一侧或两侧。这些通常被称为包铜或覆膜。铜厚度或铜重可能有所不同，因此不在標準中列明。
FR-4也用于建造中继、开关、停车、母线、墊片、弧盾、变压器和螺絲端子条。

## 也见
- FR-2
- 多数化
- G-10 (材質)